# Akr Zajti
Akr Zajti (arab. عقر زيتي) – wieś w Syrii, w muhafazie Tartus. W 2004 roku liczyła 780 mieszkańców.